# Рахель Едрі
Рахель Едрі (івр. רחל אדרי нар. 15 січня 1959, Офакім, Ізраїль) — ізраїльська жителька Офакіма, яка під час боїв в Офакімі в ході раптової атаки ХАМАСу на Ізраїль 7 жовтня 2023 року виявилася заручницею терористів ХАМАСу. Завдяки своїй холоднокровності, винахідливості та мудрості в умовах смертельної небезпеки вона врятувалася сама та життя свого чоловіка Давида Едрі.

## Життєпис
Рахель Едрі народилася 1959 року в Офакімі. Її батько, Нематуель Корем емігрував з Ірану до Ізраїлю, був удівцем та виховував сімох дітей. Рахель Едрі народилася від другого шлюбу з Хавою, у неї з батьком народилося ще семеро дітей. Рахель виросла в сім'ї з 14 дітей, батьків з Персії та Марокко. У 12-річному віці вона почала працювати прибиральницею сходових клітках. У 11-му класі вона покинула школу.
В армії Рахель Едрі служила у 102-й ескадрильї на базі Хацерим секретаркою. У 1982 році вона вийшла заміж за Давида Едрі, який працював водієм вантажівки та кранівником.
Рахель Едрі пропрацювала 43 роки в їдальні та магазині для солдатів на базі Цеелім. У червні 2023 року отримала відзнаку за багаторічну службу на церемонії, що відбулася в Будинку президента.
У шлюбі Рахель та Давида Едрі народилося троє дітей, двоє їх синів — поліцейські. Вони також мають трьох онуків.
Рахель Едрі страждає на діабет і приймає інсулін.

### Перебування у заручниках

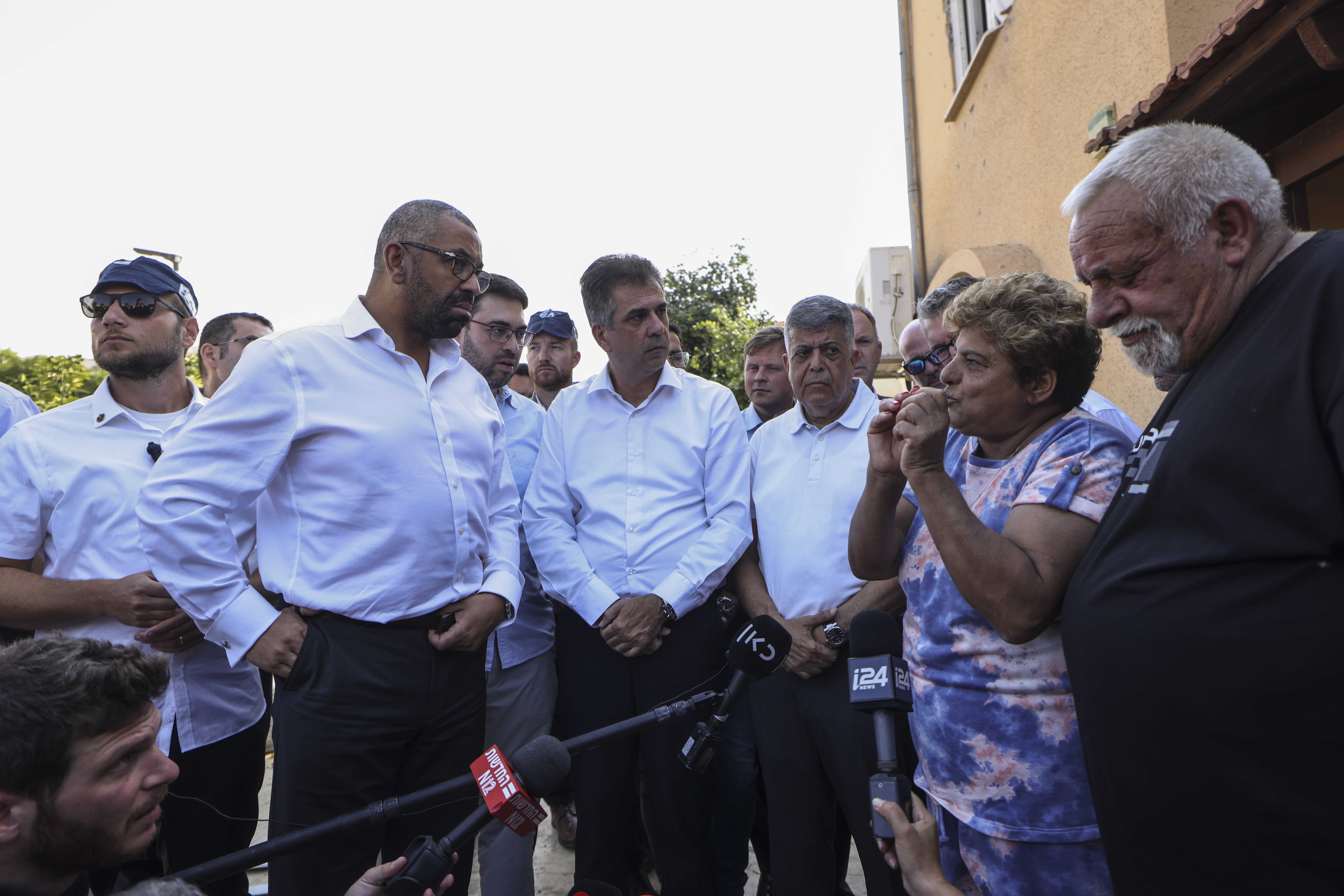
Джеймс Клеверлі та Рахель Едрі

6 жовтня Рахель Едрі лягла спати, а наступного дня вона збиралася купити торт для свого чоловіка, якому 7 жовтня мали святкувати 68-й день народження, але події розгорталися іншим шляхом.
Близько 6:30 ранку в суботу, 7 жовтня 2023 року, на свято Сімхат-Тора терористична організація ХАМАС здійснила раптову атаку на Ізраїль. Під прикриттям тисяч ракетних ударів сотні терористів проникли територією південного та центрального Ізраїлю в ізраїльські поселення та на військові об'єкти. Терористи прибули до Офакіму близько 6:45 ранку і почали вбивати всіх кого зустрічали на вулиці та в машинах на вулиці Тамар, потім продовжили вбивства в районі Мішор-Хагефен. Їм протистояли кілька цивільних осіб з особистою зброєю та кілька солдатів у відпустці, які були членами релігійної громади «Афікей Орот», яка знаходилася неподалік.
Згодом п'ять терористів під час безперервного ракетного обстрілу вдерлися до будинку родини Едрі, розбили вікна, зламали їх мобільні телефони, захопили будинок Рахелі з чоловіком Давидом Едрі та взяли їх у заручники. У терористів було багато зброї, у тому числі гранати, автомати АК-47 та реактивна протитанкова граната M72 LAW. Терористи не лише направляли на жінку зброю, а й тримали гранату над її головою.
Рахель Едрі розуміла арабську мову і змогла виграти час, ведучи розмови з терористами до прибуття поліцейських. За словами Рахелі Едрі: «Я запитала їх, чи голодні вони — я приготувала їм каву та подала печиво. Вони почали співати мені пісні [ізраїльського співака] Ліора Наркіса, а я їх відволікала». Терористи перебували в будинку близько 17-19 години, протягом яких мужня жінка під дулом автоматів подавала їм печиво, каву та обід. Спочатку ХАМАСівці попросили жінку саму скуштувати її печиво, щоб переконатися, що в ньому немає отрути, а потім вони стали набагато спокійнішими. Рахель Едрі постійно читала «Шма, Ісраель». Вона кілька разів ходила в туалет, і щоразу терорист супроводжував її.
Через кілька годин поліція зробила першу спробу визволити заручників, і в результаті одного з п'яти терористів було вбито, а ще одного поранено. Рахель Едрі усвідомлювала, що агресія терористів може зіграти проти неї та чоловіка, і постаралася їх заспокоїти. Вона перев'язала руку пораненому, зупинивши кровотечу, і дала йому воду. Після цього сказала, що поранений заслужив на солодке, попросила поліцію передати банку з ананасами і годувала його, поки той не заснув.
Близько четвертої години дня Рахель Едрі усвідомила, що терористи знову нервують, і зрозуміла, що вони, можливо, знову зголодніли, і, запитавши їх, отримала ствердну відповідь. Після цього вона знову їх нагодувала, і вони стали спокійнішими. У результаті терористи, розморені солодащами, втратили пильність і були нейтралізовані поліцією.
Тільки о другій годині ночі була проведена друга операція з порятунку, і вона увінчалася визволенням подружжя Едрі. Серед поліцейських, які прибули на місце, щоб урятувати пару Едрі, також був їхній син, який поінформував поліцію про розташування кімнат у будинку. Рахель вказала синові-поліцейському на пальцях, скільки терористів у її будинку (5). Лише о 2-й годині ночі пара була звільнена поліцією. До складу загону поліцейських, які звільнили їх, крім сина пари інспектора Ев'ятара Едрі, входили поліцейський Аркадій Шустер та офіцер прикордонних військ Юнес.
Як згадує сусід Рахелі:
Зазвучала сирена, і я побачив, що літні сусіди не можуть потрапити в притулок, тому що він замкнений. Один із них дав мені дискову пилку, і я почав спилювати замок. У цей час я почув стрілянину. У мене почали стріляти, але я встиг сховатись. Вони застрелили мого сусіда, літнього чоловіка, поряд зі мною. Я дістався додому, замкнув двері, опустив жалюзі і попросив дітей сховатись нижче рівня вікон.

### Резонанс після звільнення

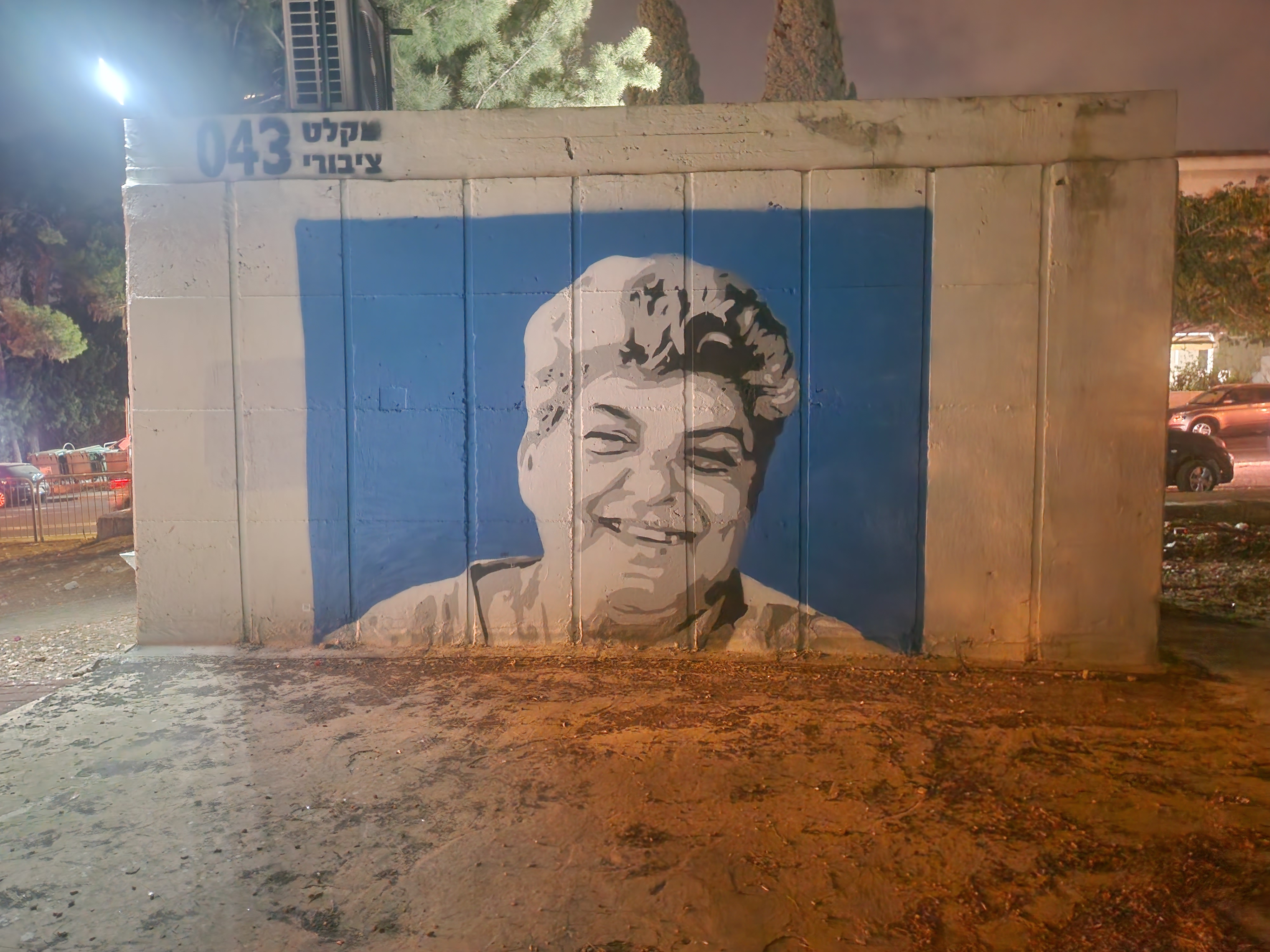
Малюнок пензля Аді Йонатана Коена — портрет Рахелі Едрі на бомбосховищі в районі Наве-Шаанан у Хайфі.

Одразу після визволення Рахель Едрі дала інтерв'ю новинним каналам. Історія героїзму Рахель Едрі зробила її популярною. Подвиг Рахіль порівнюють з біблійною Іаїль.
Міністр закордонних справ Великої Британії Джеймс Калверлі відвідав її будинок. Під час візиту президента США Джо Байдена до Ізраїлю Рахель Едрі зустрілася з ним.
Зображення Рахель Едрі з'явилися на стінах у центральних кварталах ряду міст. Також, створили комп'ютерну гру про Рахель Едрі, а деякі з людей, що пережили різанину, зробили татуювання з її зображенням. Рахель Едрі була удостоєна нагороди в мережі коміксів під назвою «Сила Рахель», де вона зображена як супергероїня, що вбиває терористів за допомогою їжі. 25 жовтня 2023 року персонаж Рахель Едрі знявся в замальовці телепередачі «Чудова країна» в спеціальному епізоді, що вийшов під час операції «Залізні мечі».

#### «Печиво Рахелі»
Особливий резонанс у ЗМІ отримало поняття «печиво Рахелі», яке облетіло всі соціальні мережі. Його рецептом ділилися у ЗМІ. Рахель зі своєю донькою Хагіт Коен приготувала саме печиво Маамуль з начинкою з фініків з нагоди свята Сімхат-Тора.
Історія Рахель стала вірусною. Про відвагу жінки написало багато ЗМІ, а солдати ізраїльської армії почали публікувати меми за мотивами. Наприклад, солдат Ізраїлю йде з печивом, кавою, чаєм у рюкзаку — «щоб було що запропонувати».